# Модификатор кристаллизации
Модификатор кристаллизации  —  вещество, которое вводят в расплавленный металл перед кристаллизацией для получения мелкозернистой структуры отливок. Такая структура при прочих равных условиях имеет лучшие механические и технологические свойства, в частности, меньшую хрупкость по сравнению с крупнозернистой. 
Существует два типа модификаторов: тугоплавкие и поверхностно-активные.
Тугоплавкие модификаторы образуют с химическими элементами расплава тугоплавкие нерастворимые в нем твердые частицы, которые способствуют гетерогенной зародышеобразования , выполняя роль подложек. Так увеличивается скорость образования центров кристаллизации, что вызывает измельчения структуры отлитого сплава. Эффективность действия тугоплавких модификаторов зависит от структурной и размерной соответствии кристаллического строения матричной фазы и образуемых ими фаз-подложек. Чем больше это соответствие, тем меньше поверхностная энергия межфазному границы подложка-матрица (условие гетерогенного зародышеобразования) и больший термодинамический стимул к образованию зародышей на этих подложках. Эффективными тугоплавкими модификаторами для сталей является титан , ванадий , ниобий , которые образуют тугоплавкие карбиды ТіС, VC, NbC; для алюминиевых сплавов - титан, цирконий , которые образуют с алюминием соединения Al3Ti, Al3Zr; для магниевых сплавов с алюминием - мел, магнезит, содержащие углерод.
Поверхностно-активные модификаторы осаждаются в виде тонкого слоя на поверхности зародышей и кристаллов, которые растут в расплаве, уменьшая тем поверхностную энергию межфазной границы расплав-твердая фаза. Это приводит к уменьшению линейной скорости роста кристаллов и увеличению скорости образования центров кристаллизации, поскольку уменьшается критический радиус зародыша. Такое двойное действие поверхностно-активных модификаторов эффективно уменьшает размеры зерен закристаллизованной структуры. Например, таким образом измельчает структуру литых сталей бор, алюминиевых сплавов - натрий, калий.